# Gradi delle Sturmabteilung

Insegne di comando del Stabschef (capo militare) delle SA

I gradi e le mostrine delle Sturmabteilung (SA) furono il primo sistema di gradazione paramilitare a svilupparsi all'interno del Partito Nazista nel 1920. I titoli e le frasi usate dalle SA vennero adottate dagli altri vari gruppi paramilitari nazisti, tra loro le Schutzstaffel (SS). In un primo tempo i gradi delle SS erano identici a quelli delle SA, nel momento in cui le SS erano originariamente considerate una sotto-organizzazione delle Sturmabteilung.

## Insegne delle unità SA
Le SA usavano i colori dell'uniforme e delle mostrine del colletto per identificare un'unità SA variando dal livello Sturmbann e Standarten (battaglione e reggimento) all'SA-Gruppen (SA divisione) al quale un membro dell'SA era appartenuto. Dal titolo di Obersturmbannführer in giù, la mostrina dell'unità viene portata sul colletto di destra, di fronte al distintivo del grado. La mostrina mostra il numero del battaglione del membro seguito dal numero del reggimento. Potevano esserci variazioni a questo sistema se un membro del SA fosse stato assegnato al quartier generale del personale o ad un altro ramo speciale delle SA.
I colori delle uniformi SA indicavano la divisione SA dove si trovava il membro. Questa è lo schema dei colori delle divise SA stilato nel 1944:
- Rosso e oro: SA capo del personale
- Rosso e bianco: SA Comando supremo
- Rosso: Gruppo del personale SA
- Giallo: Gruppo Schlesien
- Verde: Gruppo Thüringen
- Blu: Gruppo Hessen
- Marrone: Gruppo Westmark
- Blu chiaro: Gruppo Hochland
- Arancione: Gruppo Südwest
- Rosa: Gruppo Alpenland
- Blu Chiaro (Semi d'oro): Gruppo Südeten
- Nero: Gruppo Berlin-Brandenburg

Fino al 1932, quando le Schutzstaffel indossavano le stesse divise delle SA, la divisa di colore nero indicava anche l'appartenenza alle SS.

## Evoluzione dei gradi delle SA

### 1920 – 1923
I primi gradi delle SA erano soltanto titoli senza insegne riconoscibili. Tipicamente, il personale SA portava i bracciali con una svastica su una varietà di uniformi paramilitari. All'inizio dell'esistenza del gruppo, le SA ebbero quattro gradi principali:
- Oberste SA-Führer (supremo capo delle SA)
- SA-Oberführer (comandante anziano delle SA)
- SA-Führer (comandante delle SA)
- SA-Mann (truppa SA)

### 1925 – 1928
Nel 1925, le SA furono rifondate dopo essere state sciolte in seguito al mancato tentativo di colpo di Stato del Putsch di Monaco del 1923. A quel tempo, si sviluppò una semplice struttura di insegne riguardanti le mostrine del colletto delle uniformi marroni delle SA
| Grado SA         | Traduzione              | Mostrine del colletto |
| ---------------- | ----------------------- | --------------------- |
|                  |                         |                       |
| Gruppenführer    | Comandante di gruppo    |                       |
|                  |                         |                       |
| Oberführer       | Comandante di settore   |                       |
|                  |                         |                       |
| Standartenführer | Comandante reggimento   |                       |
|                  |                         |                       |
| Sturmführer      | Comandante di compagnia | Senza mostrine        |
|                  |                         |                       |
| Mann             | Truppa                  | Senza mostrine        |

### 1928 – 1932
Nel 1928, le SA adottarono un sistema di titoli e gradi sviluppato e cominciarono a mostrare versioni di mostrine del colletto con bande e semi d'argento per identificare grado e posizione. Le SA introdussero anche l'insegna di unità nel colletto, portati di fronte al distintivo del grado, così come una cinghia nella spalla per diversificare un membro delle SA come truppa, comandante, o comandante maggiore.
Nel 1929 fu creata la figura dello Stabschef SA, il capo dell'organizzazione, di fatto il comandante militare che affiancava il Comandante supremo, l'Oberste SA-Führer, che da 1930 fu lo stesso Hitler.
| Grado SA         | Equivalente nella Wehrmacht | Spalline | Mostrine del colletto |
| ---------------- | --------------------------- | -------- | --------------------- |
|                  |                             |          |                       |
| Gruppenführer    | Generale                    |          |                       |
|                  |                             |          |                       |
| Oberführer       | Brigadiere                  |          |                       |
|                  |                             |          |                       |
| Standartenführer | Colonnello                  |          |                       |
|                  |                             |          |                       |
| Sturmbannführer  | Maggiore                    |          |                       |
|                  |                             |          |                       |
| Sturmhauptführer | Capitano                    |          |                       |
|                  |                             |          |                       |
| Sturmführer      | Luogotenente                |          |                       |
|                  |                             |          |                       |
| Haupttruppführer | Sergente maggiore           |          |                       |
|                  |                             |          |                       |
| Truppführer      | Sergente                    |          |                       |
|                  |                             |          |                       |
| Scharführer      | Caporale                    |          |                       |
|                  |                             |          |                       |
| Mann             | Soldato semplice            |          |                       |

### 1932 – 1945
Nel 1932, l'anno prima che l'Oberste SA Adolf Hitler diventasse Cancelliere di Germania, le SA adottarono le versioni delle insegne e dei gradi definitive le quali rimasero invariate finché l'organizzazione cessò d'esistere alla fine della Seconda guerra mondiale.
| Grado SA            | Traduzione                         | Equivalente nella Wehrmacht         | Spalline | Mostrine del colletto |
| ------------------- | ---------------------------------- | ----------------------------------- | -------- | --------------------- |
|                     |                                    |                                     |          |                       |
| Stabschef           | Capo di S.M.delle SA               | Feldmaresciallo                     |          |                       |
|                     |                                    |                                     |          |                       |
| Obergruppenführer   | Comandante di più gruppi           | Generale                            |          |                       |
|                     |                                    |                                     |          |                       |
| Gruppenführer       | Comandante del gruppo              | Tenente generale                    |          |                       |
|                     |                                    |                                     |          |                       |
| Brigadeführer       | Comandante di settore              | Maggior generale                    |          |                       |
|                     |                                    |                                     |          |                       |
| Oberführer          | Comandante inferiore di settore    | Generale di brigata                 |          |                       |
|                     |                                    |                                     |          |                       |
| Standartenführer    | Comandante di reggimento           | Colonnello                          |          |                       |
|                     |                                    |                                     |          |                       |
| Obersturmbannführer | Comandante battaglione             | Tenente colonnello                  |          |                       |
|                     |                                    |                                     |          |                       |
| Sturmbannführer     | Vice Comandante Battaglione        | Maggiore                            |          |                       |
|                     |                                    |                                     |          |                       |
| Sturmhauptführer    | Comandante superiore di compagnia  | Capitano                            |          |                       |
|                     |                                    |                                     |          |                       |
| Obersturmführer     | Vice Comandante compagnia          | Tenente                             |          |                       |
|                     |                                    |                                     |          |                       |
| Sturmführer         | Comandante semplice di compagnia   | Sottotenente                        |          |                       |
|                     |                                    |                                     |          |                       |
| Haupttruppführer    | Comandante principale di plotone   | Maresciallo o Aiutante Maggiore     |          |                       |
|                     |                                    |                                     |          |                       |
| Obertruppführer     | Comandante maggiore di plotone     | Master sergeant o Aiutante Capo     |          |                       |
|                     |                                    |                                     |          |                       |
| Truppführer         | Comandante semplice di plotone     | Maresciallo o Aiutante prima classe |          |                       |
|                     |                                    |                                     |          |                       |
| Oberscharführer     | Comandante maggiore della squadra  | Sergente del personale              |          |                       |
|                     |                                    |                                     |          |                       |
| Scharführer         | Comandante della squadra d'assalto | Sergente                            |          |                       |
|                     |                                    |                                     |          |                       |
| Rottenführer        | Comandante della sezione d'assalto | Caporale                            |          |                       |
|                     |                                    |                                     |          |                       |
| Sturmmann           | Soldato d'assalto scelto           | Soldato semplice prima classe       |          |                       |
|                     |                                    |                                     |          |                       |
| Mann                | Soldato                            | Soldato semplice                    |          |                       |

## Insegne dei vertici delle SA

Oberste SA
Stabschef SA
SA-Obergruppenfuhrer

## Insegne di Grado
| Insignia           | Insignia               | Titolo                 | Equivalenza approssimativa durante la Seconda guerra mondiale | Equivalenza approssimativa durante la Seconda guerra mondiale |
| Collare            | Spallina               | Titolo                 | Wehrmacht                                                     | Traduzione                                                    |
| Ufficiali generali | Ufficiali generali     | Ufficiali generali     | Ufficiali generali                                            | Ufficiali generali                                            |
| ------------------ | ---------------------- | ---------------------- | ------------------------------------------------------------- | ------------------------------------------------------------- |
| N/A                | N/A                    | Oberster Führer der SA | Reichsmarschall                                               |                                                               |
|                    |                        | Chef des Stabes der SA | Generalfeldmarschall                                          | Feldmaresciallo                                               |
| N/A                | N/A                    | N/A                    | Generaloberst                                                 | Generale                                                      |
|                    |                        | SA-Obergruppenführer   | General der Waffengattung                                     | Generale di corpo d'armata                                    |
|                    | SA-Gruppenführer       | Generalleutnant        | Generale di divisione                                         |                                                               |
|                    | SA-Brigadeführer       | Generalmajor           | Generale di brigata                                           |                                                               |
| Ufficiali          |                        |                        |                                                               |                                                               |
|                    |                        | SA-Oberführer          | N.D.                                                          | Colonnello                                                    |
|                    |                        | SA-Standartenführer    | Oberst                                                        | Colonnello                                                    |
|                    | SA-Obersturmbannführer | Oberstleutnant         | Tenente colonnello                                            |                                                               |
|                    | SA-Sturmbannführer     | Major                  | Maggiore                                                      |                                                               |
|                    |                        | SA-Hauptsturmführer    | Hauptmann/Rittmeister                                         | Capitano                                                      |
|                    | SA-Obersturmführer     | Oberleutnant           | Tenente                                                       |                                                               |
|                    | SA-Sturmführer         | Leutnant               | Sottotenente                                                  |                                                               |
| Sottufficiali      |                        |                        |                                                               |                                                               |
|                    |                        | SA-Haupttruppführer    | Stabsfeldwebel                                                | Maresciallo maggiore                                          |
|                    | SA-Obertruppführer     | Oberfeldwebel          |                                                               | Maresciallo maggiore                                          |
|                    | SA-Truppführer         | Feldwebel              | Maresciallo capo                                              |                                                               |
|                    | SA-Oberscharführer     | Unterfeldwebel         | Maresciallo                                                   |                                                               |
|                    | SA-Scharführer         | Unteroffizier          | Sergente maggiore                                             |                                                               |
| Truppa             |                        |                        |                                                               |                                                               |
| N/A                | N/A                    | N/A                    | Stabsgefreiter                                                | Sergente                                                      |
|                    |                        | SA-Rottenführer        | Obergefreiter                                                 | Sergente                                                      |
|                    | SA-Sturmmann           | Gefreiter              | Caporalmaggiore                                               |                                                               |
|                    | SA-Mann                | Caporale               | Soldato                                                       |                                                               |
| SA-Anwärter        | SA-Anwärter            | SA-Anwärter            | Volontario                                                    | N.D.                                                          |